# Biserică (instituție)

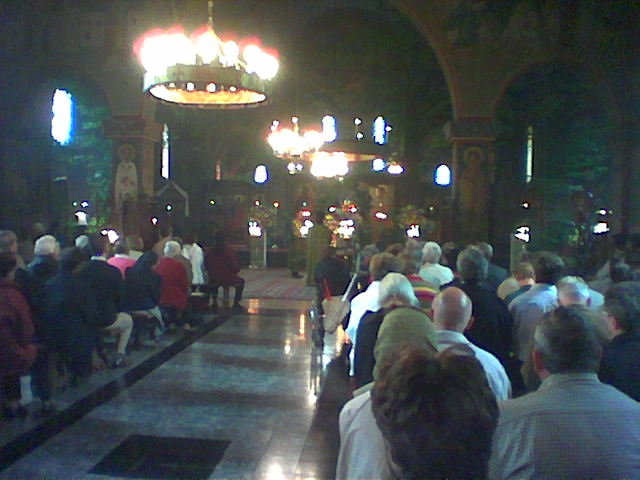
Biserica sărbătorind euharistia. (Rusalii, 2004)

Biserica (în greacă εκκλησία; latină ecclesia) este instituția în care sunt organizați credincioșii creștini.

## Etimologie și denumiri

### Ekklesia
Cuvântul profan ekklesia apare în Atena antică, cu referire la adunarea poporului. Totuși conceptul religios de biserică apare pentru prima dată în Septuaginta, versiunea grecească a Vechiului Testament, de 25 de ori, în cărțile istorice și în psalmi. Prima dată este întâlnit în I Samuel 17:47: «Și toată adunarea (lit.: biserica) aceasta va cunoaște că nu cu sabia și cu sulița izbăvește Domnul, căci acest război este al Domnului și El vă va da în mâinile noastre.»
În Vechiul Testament, ekklesia face concurență termenului mai vechi synagogê (prima referință în Exod 12:3).
Câtă vreme sinagoga e "adunarea celor mânați împreună" (syn împreună; ago a mâna), adunare pasivă, biserica e "adunarea celor convocați" (ek din; kaleuô a chema).
Pentru prima dată, Noul Testament preia acest concept în Metei 16:18: «Și ție îți zic: că tu ești Petru și pe această piatră voi zidi Biserica mea...»
În Noul Testament, potrivit concordanței biblice a lui Jambes Strong, Strong's Exhaustive Concordance of the Bible (prima ediție 1890, ultima retipărire 2006), cuvântul ekklesía apare de 118 ori, sub șase conjugări: 
- ekklesia, de 33 de ori, în Matei, Fapte, epistolele pauline și III Ioan;
- ekklesiai, de 8 ori, în Faptele apostolilor, epistolele pauline și apocalipsă;
- ekklesiais, de 18 ori, în epistolele pauline și în apocalipsă;
- ekklesian, de 20 de ori, în Matei, Fapte și epistolele pauline;
- ekklesias, de 32 de ori, în Matei, Fapte, epistolele pauline, Evrei, Iacob și în a tria epistolă a lui Ioan;
- ekklesiôn, de 7 ori, în epistolele pauline și în apocalipsă.

### Ecclesia
Limba latină a copiat cuvântul grecesc, sub forma ecclesia, extinzându-i sensul, încât să definească nu numai instituția Bisericii, dar și lăcașele de cult. Alte limbi romanice și vecinele lor au preluat același termen: fr église, sp iglesia, cy eglwys, pt igreja, wa eglijhe, it chiesa, etc.

### Kyriakê
Limbile slave și germanice au folosit mai întâi un nume pentru lăcașul de cult, apoi s-a extins sensul la instituția Bisericii. Astfel, cuvântul grecesc kyriakê ("[casă] împărătească") a devenit: se kyrka, sc kirk, nl kerk, de Kirche, en church, ua Церква - țerkva, ru церковь - țercovi, etc.

### Basilica
Același principiu a fost aplicat în unele limbi romanice, ca și la slavi și germanici. Astfel, cuvântul de bază a fost luat din latină, basilica, care la rândul său provine din grecescul basiliki-βασιλική ("[casă] împărătească", sau "[aulè-curte] regală"), devenind în română biserică (arhaic băsearică, ca în aromână), în retoromană baselga, în dalmată bašalka.

### Casă
Alte limbi folosesc pentru biserică (cu toate sensurile) anumite derivate de la conceptul de casă.
Astfel, în limba maghiară, biserica se numește egyház ("una casă"). Poloneza folosește kościół ("castel"), pe când limba gî'îz întrebuințează expresia beta kristian ("casă creștină").